# Qal'at Bishah
Bisha (بيشة), ou Qal`at Bishah (قلعة بيشة) (Bicha en français) est une ville du sud-ouest de l'Arabie saoudite, dans la province d'Asir, approximativement située à 20° 00′ N 42° 36′ E. En 2013, sa population atteint 116 499 habitants.
- Important carrefour routier :
  - nord : Al Junaynah, Ar Rawdah, Al Khurmah, As Sulaymiyah, Qasr Khalid,
  - nord-ouest : Aynayn, Turabah, Taïf,
  - sud : Bani Thawr, Khmais Mushayt, Abha,
  - ouest : Shudayh, Al Alayyah, puis Al Bahah et Abha,